# Парадокс Ленгмюра
Парадокс Ленгмюра — парадокс физики газоразрядной плазмы. Функция распределения электронов по скоростям в газоразрядной плазме близка к максвелловскому распределению независимо от их энергии, хотя при увеличении энергии электронов должен был бы наблюдаться резкий спад функции распределения электронов по энергиям для энергий, превышающих {\displaystyle e\phi _{W}}, где {\displaystyle e} - заряд электрона, {\displaystyle \phi _{W}} - разность потенциалов между осью и стенкой трубки, за счёт того, что электроны с такой энергией могут преодолевать радиальный перепад потенциала и рекомбинировать на стенках газоразрядной трубки. Был обнаружен И. Ленгмюром.

## Объяснение парадокса
При газовых разрядах в условиях низкого давления длина свободного пробега электронов превышает радиус газоразрядной трубки. В этих условиях уход электронов и их рекомбинация на стенках трубки вызывается упругим рассеянием в малый конус углов выхода. Высокие значения амплитуды продольного электрического поля имеют своим следствием то, что функция распределения электронов по энергиям может быть аппроксимирована экспонентой с постоянным коэффициентом наклона для всех энергий электронов.